# マーシー級病院船
マーシー級病院船（マーシーきゅうびょういんせん、英語: Mercy-class hospital ship）は、アメリカ海軍の病院船の艦級。1,000床の病床に加えて、手術室12室やコンピュータ断層撮影（CT）装置など、充実した医療能力を備えている。

## 設計
本級は、アペックス・マリン社のサン・クレメンテ級タンカーを改装したもので、1983年度予算で「ワース」が改装されて「マーシー」となり、1984年度予算で「ローズ・シティー」が改装されて「コンフォート」となった。このような経緯から、基本設計はタンカー時代のものが踏襲しているものの、上部構造物は大幅に追加されている。艦橋は船体前部に移動し、船体中央部には広大なヘリコプター甲板が設けられた。また少なくとも2隻の装載艇が搭載されている。
主機としては、ボイラー2缶とゼネラル・エレクトリック社製蒸気タービン2基を搭載して、スクリュープロペラ1軸を駆動する方式とされた。電源としては、出力2,000キロワットのディーゼル発電機3基と出力1,500キロワットのディーゼル発電機1基、出力1,000キロワットのタービン発電機1基、出力750キロワットのディーゼル非常発電機1基が搭載された。
通常はアメリカ東海岸と西海岸に一隻ずつ配備されて少数の民間人スタッフで維持されており、基本的に岸壁に係留されるか港湾内に停泊して待機し、外洋には機関の整備と点検のために年7日ほど航海するのみである。出動の際は別途医療スタッフや支援スタッフを招集・乗船させる手はずとなっており、出航まで5日ほどかかる予定となっている。

## 医療設備
ヘリパッドからは、3基のエレベーターで外傷初療室（casualty receiving bay, CASREC）に直行できるように配置されている。初療室は50床の収容能力があり、トリアージおよび初期診療が行われる。画像診断のためにポータブルX線撮影装置が使用されるほか、ソノサイト社製の超音波検査装置3基が配置されており、FAST検査などに使用される。
より本格的な画像診断が必要になった場合に備えて、外傷初療室に隣接して放射線科区画が設けられており、X線撮影・透視室4室およびコンピュータ断層撮影（CT）1室が設けられている。CT装置としては、2009年の時点ではゼネラル・エレクトリック社製の16列式MDCT（multi-detector row CT：多列検出器型エックス線CT装置）が設置されていたが、2018年4月現在では64列のものに更新され、心臓・冠動脈CTにも対応した。画像診断区画と隣接して手術室区画が設けられているが、手術室12室のうち1室は血管造影にも使用することができる。
病床としては1,000床を備えている。このほかに集中治療室（ICU）80床、術後回復室（PACU）20床が設定されているほか、熱傷治療室もある。また歯科治療区画もあるほか、下記のような後方支援機能を備えている。
- 検眼・眼鏡加工室
- 理学療法室
- 中央滅菌室
- 輸血用血液バンク
- 血液検査室
- 病理検査室
- 薬局
- 生体医工学室
- 医療用ガス製造

なお1日に30万ガロン（約136万リットル）の清水を造水することができる。

## 同型艦一覧
| 旧船名                        | #       | 艦名                      | 造船所                                           | 進水   | 改装開始      | 就役          |
| ----------------------------- | ------- | ------------------------- | ------------------------------------------------ | ------ | ------------- | ------------- |
| ワース MV Worth               | T-AH-19 | マーシー USNS Mercy       | ナショナルスチール ・アンド・ シップビルディング | 1976年 | 1984年7月20日 | 1986年11月8日 |
| ローズ・シティー MV Rose City | T-AH-20 | コンフォート USNS Comfort | ナショナルスチール ・アンド・ シップビルディング | 1976年 | 1985年4月2日  | 1987年12月1日 |

## 後継艦

### 本級への批判
- 最大速度が17ノットと遅すぎる上、（医療の）能力は多くの軍事作戦で要求されるものよりもはるかに大きく、簡単かつ迅速に展開することができない。また、その大きさゆえ敵のレーダーに探知されやすく機動力に欠けるため、攻撃の標的となりやすい。病院船への攻撃は1907年のハーグ条約に基づく戦争犯罪であるため、このようなことは起こらないはずだが、本級は限定的な防御装備しか有していないため、条約に従わないテロ組織等に対しては脆弱である。
- 航行中や荒波の中では、患者をヘリコプターで搬送する必要がある。しかし、ヘリコプター甲板は1つしかないため、その能力は限られている。
- 船内での患者の移動も制限される。元々石油タンカーとして建造されたため、石油貯蔵用の隔壁がそのまま残されており、ドアがないため、患者を船内の区画から別の区画に移動させるためには、一度上甲板まで運ばなければならない。

2004年半ば、海軍の外科医長で医学・外科学局長のマイケル・L・コーワン副将は、コンフォートとマーシーは退役させるべきだと発言した。「（本級は）素晴らしいが、恐竜のような船だ。これは70年代に設計、80年代に建設され、率直に言って、これらは時代遅れだ」と述べた。

### EMS(X)
2021年、アメリカ海軍は老朽化したマーシー級病院船の後継として遠征医療船EMS(X)の計画を発表。海軍が指向する分散型海上作戦（DMO: Distributed Maritime Operation）を支援するため病院レベルの医療を提供する専用の医療船として設計され、手術室4室、ICUを含む入院設備124床、病床1,000床を備える。また極めて浅い喫水により浅海域への進出能力が優れ、多くの港湾への入港が可能なほか、1機のオスプレイやCH-53 シースタリオン・UH-60 ブラックホークを収容可能な飛行甲板を有している。マーシー級と比較し、迅速に医療ケアを提供するように設計されており、24ノットで5,500海里の航行が可能。
2023年5月13日、アメリカ海軍はEMS(X)をベセスダ級遠征医療船と命名したことを発表。1番艦ベセスダはスピアヘッド級遠征高速輸送艦の17隻目として2026年の就航を予定している。

## 登場作品
『ザ・ラストシップ』
シーズン2第4話にて、架空のマーシー級病院船「サラス」が登場。新型ウイルスの影響を避けるため洋上に避難し、そこでワクチン開発を行う準備をしていたが、ワクチンを狙う武装集団の襲撃を受ける。